# Thomas de Sur
Thomas de Sur (Thomas Susa), dit de Chypre, mort en 1472, est un prélat chypriote du XVe siècle, abbé, puis successivement administrateur apostolique et archevêque de Tarentaise.

## Biographie
Thomas de Sur est un religieux franciscain.
Il est le confesseur de la duchesse de Savoie, Anne de Lusignan. Il est également conseiller du duc de Savoie.
Alors qu'il est archevêque titulaire de Tarse, abbé de Caramagne (monastero di Santa Maria di Caramagna, Piémont) et de Sainte-Marie de Pignerol, le pape Calixte III l'envoie administrer ceux de Tarentaise et de Genève, du fait du jeune âge des deux enfants du duc de Savoie, Louis Ier. Thomas de Sur administre donc ces diocèses de 1454 à 1456 au côté de Pierre de Savoie, 8 ans, 7e enfant du duc, et de 1456 à 1459 au côté de Jean-Louis de Savoie, 13e enfant du duc. Il est administré également la prévôté du Grand-Saint-Bernard pour François de Savoie, mineur.
Après avoir été l'administrateur de Tarentaise, il monte sur le siège archiépiscopal, le 16 février 1460. En 1470, il permet l'installation de trois couvents Capucins à Bourg-Saint-Maurice, Conflans et à Moûtiers et un de Frères Mineurs observantins à proximité de Moûtiers.
Thomas de Sur meurt au cours de l'année 1472, sans que le mois ne soit connu.

## Armoiries
Les armes de Thomas de Sur se blasonnent ainsi De gueules au chef cousu d'or à trois croisettes d'or en face.